# Henry Maske
Henry Maske (* 6. ledna 1964 Treuenbrietzen) je bývalý německý boxer střední a později lehkotěžké váhy.
Byl členem klubu Vorwärts Frankfurt nad Odrou a nadporučíkem Nationale Volksarmee, jeho trenérem byl Manfred Wolke. Jako amatér se stal pětkrát mistrem Německé demokratické republiky, vyhrál Světový pohár v boxu 1985, mistrovství Evropy v boxu 1985, 1987 a 1989, box na Letních olympijských hrách 1988 a Mistrovství světa amatérů v boxu 1989.
V roce 1990 se stal profesionálem, byl mistrem světa organizace International Boxing Federation v letech 1993 až 1996, titul obhájil v deseti zápasech. Vyhrál třicet zápasů v řadě, první prohru utrpěl 23. listopadu 1996 s Američanem Virgilem Hillem, poté ukončil kariéru. Do ringu se vrátil v roce 2007 kvůli jedinému zápasu, v němž v mnichovské odvetě Hilla porazil na body.
V první polovině devadesátých let patřil k nejpopulárnějším sportovcům Německa a k symbolům znovusjednocení země. Byl známý pod přezdívkou „Der Gentleman“, vynikal zdrženlivým vystupováním a taktickým pojetím boxu. Obdržel vlastenecký záslužný kříž a spolkový kříž za zásluhy, v roce 1993 byl zvolen německým sportovcem roku, je čestným občanem Frankfurtu nad Odrou a v roce 2012 byl uveden do Síně slávy německého sportu. Díky jeho posledním zápasu se proslavila píseň Con te partirò. Provozuje nadaci podporující mládež ze sociálně vyloučených lokalit, v roce 2010 hrál Maxe Schmelinga v životopisném filmu, který natočil Uwe Boll.